# 長崎刑務所浦上刑務支所跡

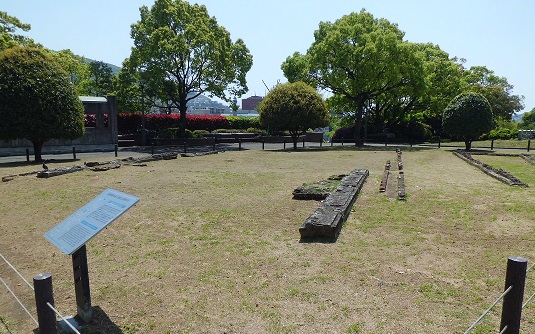
長崎刑務所浦上刑務支所跡の遺構

長崎刑務所浦上刑務支所跡（ながさきけいむしょうらかみけいむししょあと）は、長崎県長崎市にある旧長崎刑務所浦上刑務支所の遺構（被爆遺構）である。

## 概要
長崎市松山町の平和公園「願いのゾーン」敷地外周部にコンクリート製の外塀跡基礎部分、公園南側に赤レンガ造りの拘置所基礎部分の遺構（約1100平方メートル）が保存展示されている。
遺構の保存を巡る論議（後述）がきっかけとなり、長崎市は被爆遺構に関する基準を定めた要綱を策定、施行している。

## 歴史

### 長崎刑務所浦上刑務支所
1927年（昭和2年）9月に、長崎市松山町・岡町・橋口町にまたがる雑木林を造成し新設された。
原爆投下時は、敷地面積2万平方メートル、庁舎面積1万3000平方メートルで13の庁舎が建ち並び、周囲は高さ4メートル、幅0.25メートルの鉄筋コンクリート製の塀が取り囲んでいた。
収監者の中には、朝鮮半島等で抗日運動を行い、治安維持法に違反したとして逮捕された活動家も存在した。
また、九州管内の死刑囚は全て当所に集められ、執行を待っていたとされる。
大戦末期の1944年（昭和19年）12月には、受刑者約500人が「長崎造船護国隊」として三菱長崎造船所で労役に駆り出されており、当所も宿舎として用いられていた。

### 原爆による被害
当施設は爆心地から最短100メートルに位置していたため、甚大な被害を受けた。
庁舎と周囲を取り囲んでいた塀は一瞬にして崩壊し、周囲は瓦礫の山となり僅かに炊事場の煙突1本が残った。
被爆時、刑務所内には職員18人、官舎住居者35人、受刑者および被告人81人（中国人32人、朝鮮人13人）の計134人がいたが、全員死亡した。
先述の護国隊員らは被爆当時、約300人が長崎造船所立神工場にて従事しており難を逃れている。

### 保存を巡る論議
1992年(平成4年)1月、平和公園の地下駐車場建設工事の際に敷地内より赤レンガ造りの拘置所跡基礎部分と側溝、死刑場の地下部分の遺構が発見された。
発見に伴い工事は中断され、被爆者・市民団体等が保存を求める運動を起こすなど論議を呼んだ。
発見当初、本島等長崎市長（当時）は市議会にて、駐車場建設予定地と重なる死刑場を含む公園北側の遺構は工事完了後発見時のまま埋設し、公園南側の遺構は「遺構コーナー」として保存、展示する方針を明らかにしていたが、後に「（刑務所の遺構は）被爆の現状を伝えるものとはいえない」、死刑場の公開保存に関しては「人間の感性から一般的に白日にさらすべきではない」として公園北側の遺構を解体し、敷地内へ分割して埋設するとの見解を示した。
一連の論議がきっかけとなり、長崎市は市内の被爆遺構の調査・保存に関する基準を定めた「長崎市被爆建造物等の取扱基準」を策定。1992年9月1日より施行された。

## 参考資料
- 『長崎被爆50周年事業　被爆建造物等の記録』長崎市、1996年。
- 『新版　原爆遺構　長崎の記憶』海鳥社、2005年。ISBN 487415543X。